# Isabel Vila i Pujol
Isabel Vila i Pujol (Calonge, 3 d'agost de 1843 - Sabadell, 23 de desembre de 1896) va ser una mestra i sindicalista republicana catalana, considerada la primera lluitadora pels drets dels treballadors catalana. Va entrar a la historiografia catalana gràcies al relat que en va fer el diputat Caimó al foc de la Bisbal (1869). I per aquesta causa també Carles Rahola la va enlairar a la categoria d'heroïna. Va tenir presència en la implantació de l'Associació Internacional de Treballadors (AIT) al Baix Empordà, i va crear la Federació Local de l'AIT de Llagostera.

## Biografia
Isabel Vila va néixer a Calonge el 3 d'agost de 1843. El seu pare va ser Segimon Vila Roure, natural de Calonge (en alguns documents apareix que és de Palamós) i taper, i la seva mare Teresa Pujol Armet, de La Jonquera (en alguns documents apareix que és d'Agullana). Va ser la tercera filla del matrimoni, que en va tenir cinc. Als anys 1850, la família es va traslladar, per la feina de taper del pare, a Llagostera. Isabel Vila apareix ja en el padró d'habitants de Llagostera de l'any 1857. Aquell mateix any va morir el seu pare. Als anys 1860, va viure al carrer de l'Hospital i no sabia llegir ni escriure. La seva joventut la va dedicar a treballar, tenir cura dels malalts i instruir-se, amb la idea de ser mestra d'escola. A Llagostera la familia varen arribar en uns anys que l’activitat laboral del ram del suro era en constant moviment, de ben segur que, Isabel, en fer-se gran li va ser un dels fets que la va endinsar en el món de l'activisme social revolucionari, del sindicalisme i dels drets humans i laborals.
En esclatar la revolució de 1868, Isabel Vila tenia 25 anys. Un any més tard, els decebuts republicans amb el canvi van voler aixecar-se en armes però ella s'hi va oposar. Tot i això, va donar suport a l'aixecament armat amb la preparació de tot l'equip de cura dels ferits. La mobilització es va agrupar en una concentració de tots els federals a la Bisbal per anar plegats a Girona. Els llagosterencs, amb Isabel Vila, van passar per Calonge en la seva marxa cap a la Bisbal. Allà es va produir el foc de la Bisbal, en què Isabel Vila amb una bona colla de dones va tenir cura dels ferits. Ella no volia marxar fins a treure el darrer ferit, però el seu oncle Josep, ferit, se la va endur de la Bisbal d'Empordà cap a Llagostera. Pere Caimó va qualificar Isabel Vila d'«activista valenta i decidida, i d'autèntic caràcter lluitador».
La premsa francesa va recollir en diversos articles i dibuixos les barricades i enfrontaments del Foc de la Bisbal, la premsa espanyola, no.
Va ser coneguda com a Isabel Cinc Hores per la seva reivindicació de la jornada de cinc hores per als menors de 13 anys. La seva participació en la campanya Fora quintes, la sol·licitud d'una biblioteca per als obrers a Llagostera, la seva lluita per assolir la jornada de cinc hores per als infants que treballaven a les fàbriques, etc., la varen fer una dona paradigmàtica en el seu temps.
Isabel Vila va ser la primera dirigent Sindical d'Europa en ser nomenada Secretaria del Sindicat La Internacional fundat el 1840 a Anglaterra per Karl Marx i Frederich Engels.
Per la popularitat d'Isabel Vila a la premsa francesa i anglesa, no ens ha d'estranyar que la sindicalista americana Emma Goldman el 1886, uns vint anys després d'Isabel Vila, va iniciar les revoltes d'un fet històric que va tenir lloc a Haymarket Square Chicago, Nova York i altres ciutats dels EUA de, l'ara anomenat, 1r de Maig - Dia Mundial dels Treballadors.
El 1874, amb el cop d'estat del general Pavia i la il·legalització de la Internacional, es va emetre una ordre de detenció contra Isabel Vila i va exiliar-se a Carcassona. Allà va ser acollida per una família de maçons il·lustrats, amb terres a Algèria, i va poder cursar estudis de magisteri mentre impartia classes de castellà i francès.
El 1880, va tornar a Catalunya, però no a Llagostera, perquè una llei borbònica ho va impedir. Va anar a Barcelona per dedicar-se a l'ensenyament, va treballar de mestre en un col·legi, i de Barcelona a Sabadell, on va ser contractada de mestre en una escola laica per a nenes de la Institució Lliure d'Ensenyament, de la que tot seguit la varen nomenar directora. Al cap de pocs anys va fundar la seva pròpia escola. Va morir a Sabadell el 23 de desembre de 1896.

## Reconeixements
Isabel Vila té dedicats espais públics, carrers o places, a Palafrugell, la Bisbal d'Empordà, Calonge, Girona, Llagostera, Barcelona i Sabadell. L'agost de 2013, se'n va inaugurar una placa honorífica a la Vila de Calonge. El desembre del 2016 la Biblioteca de Montilivi de la UdG inaugurà noves aules d'estudi, una d'elles anomenada Isabel Vila i Pujol. Anualment es fa una caminada travessant les Gavarres que uneix la Bisbal i Llagostera recordant la figura d'Isabel Vila
El 2013 es va crear el musical sobre Isabel Vila titulat IsaVel, dirigit per Kim Planella i, el 8 de setembre de 2019, va estrenar l'obra de teatre, en format monòleg, Isabel Cinc Hores escrita pel mateix Antoni Strubell i Trueta interpretat per l'actriu Carme Sansa.